# Coutinho (futebolista)
Antônio Wilson Vieira Honório, mais conhecido como Coutinho (Piracicaba, 11 de junho de 1943 — Santos, 11 de março de 2019), foi um técnico e futebolista brasileiro que atuou como atacante.
Ao lado de Pelé, Pepe e Dorval, montou o quarteto ofensivo mais artilheiro da história do Santos. É o terceiro maior artilheiro da história do clube, com 368 gols em 457 jogos.
Foi considerado o melhor parceiro que o Rei já teve. Muito habilidoso, fazia grandes jogadas com Pelé. As famosas "tabelinhas", fosse com a bola nos pés ou até mesmo usando a cabeça.

## Carreira de jogador
Em sua cidade natal, era chamado de Cotinho, dado pelo avô, e o apelido virou Coutinho quando começou a jogar no Santos.
Considerado um dos maiores centroavantes da história do futebol brasileiro, Coutinho tinha como principais virtudes a frieza e a tranquilidade nas finalizações. Ele tinha duas grandes características: driblava os adversários em poucos espaços e finalizava um lance com uma perfeição raramente vista. Dessa forma, recebeu o apelido de "gênio da pequena área", superando outros centroavantes que também se destacaram no clube, como Toninho Guerreiro e Feitiço. O próprio Pelé declara que "Coutinho, dentro da área, era melhor que eu. Sua frieza era algo sobrenatural".

### Santos
Foi descoberto pelo Santos em preliminar de um jogo que o time faria contra o XV de Piracicaba. Jogando pelo Palmeirinha de Piracicaba, onde atuava desde os 10 anos, contra o XV de Piracicaba, o garoto franzino e pequeno fez o gol da vitória do time e, nos vestiários, o mesmo que o Santos usava, recebeu o convite santista, pelo técnico Lula. O detalhe é que Coutinho participou da partida por acaso, antes do início do jogo o técnico do Palmeirinha percebeu que faltava um jogador no seu time e "Cotinho" recebeu o uniforme para jogar, segundo seu relato, como quarto-zagueiro.
Chegou ao Santos em 1958, depois de fugir de casa. Estreou pelo time profissional com apenas 14 anos e 11 meses de idade como opção para o outro grande gênio que sofria com as lesões, Pagão. Sua estreia foi em 17 de maio de 1958, em um amistoso em Goiânia, contra o Sírio Libanês Futebol Clube. Coincidentemente, o placar foi o mesmo da estreia de seu lendário parceiro Pelé, que acontecera quase dois anos antes: vitória de 7–1 para o Santos. E, assim como o camisa 10, Coutinho também marcou um dos gols do Peixe em sua primeira partida pelo elenco adulto do clube.
Sua estreia em partidas oficiais, no entanto, foi na decisão do Torneio Rio-São Paulo de 1958, contra o Vasco da Gama, no Pacaembu. O Santos venceu, por 3–0, com dois gols seus.
No ano seguinte, passou a ter destaque no time principal, revezando-se com Pagão na posição de centroavante.
Em um jogo no Estádio Olímpico, jornalistas e pessoas que estavam no estádio relatam ter visto uma das maiores tabelas já realizadas na história do futebol. Pelé recebeu uma bola no meio-de-campo, na cabeça. De primeira, passou para Coutinho que, de cabeça, devolveu para Pelé. E assim foram, até a pequena área adversária, somente com toques de cabeça. No lance final, tendo apenas o goleiro à sua frente, Coutinho poderia ter concluído a gol, mas viu Lima chegar de trás e só ajeitou, mais uma vez de cabeça, para ele concluir. Gol do Santos. E a torcida do Grêmio aplaudiu em pé uma jogada histórica entre dois gênios da bola.
Em meados da década de 1960 e com apenas 25 anos, Coutinho já sofria com sérios problemas no joelho e com sérios problemas para manter o peso ideal para jogar. Aceitou a operação para retirada dos meniscos somente em 1964, quando o problema já tinha se agravado e uma artrose endureceu as articulações.
Coutinho, além de lembrar Pelé no jeito de jogar, também tinha características físicas muito parecidas com o Rei do Futebol. Por isso, surgiu uma lenda de que o jogador passou a usar uma fita branca em um dos braços. Dizia a lenda: "Quando eu fazia uma jogada linda, falavam que era o Pelé, quando eu errava um passe ou chute, era o Coutinho". Em 2007, em uma entrevista no programa de TV "Juca Entrevista" (ESPN), com o jornalista Juca Kfouri, ele revelou o porquê de usar o adereço: "Eu tive uma pequena lesão no pulso e passei a usar por algum tempo uma faixa de esparadrapo. Mas logo que as dores terminaram eu a tirei".
Coutinho detém uma marca de respeito contra um dos principais rivais do Santos, o Corinthians. Em 12 anos de clássicos que disputou, nunca perdeu um jogo sequer. No ano que o tabu foi quebrado, em 1968, Coutinho já não atuava mais pelo Santos.
Após sua primeira passagem, de volta, despediu-se de vez do clube em 21 de novembro de 1970, no Parque Antártica, no empate por 0–0 com o América-RJ pela Torneio Roberto Gomes Pedrosa.
De 1958 a 1970, vestiu a camisa do Santos, conquistando 19 títulos e marcando 387 gols, em 455 partidas.
Mas acabou encerrando a carreira precocemente, devido a sua tendência para engordar.

### Outros clubes
Longe da Vila Belmiro teve passagem por empréstimo pela Portuguesa e Vitória.
Passou ainda por Atlas (México), Bangu e terminou a carreira precocemente aos 30 anos, jogando pelo extinto Saad, de São Caetano do Sul.
Em jogo amistoso disputado em São Caetano do Sul, em 14 de janeiro de 1973, o Saad, jogando em casa, com Coutinho no time titular, empatou por 2–2 com o Santos, com um gol do atacante. Foi o último de sua carreira.

### Seleção Brasileira
Em 1959, disputou o torneio de futebol dos Jogos Pan-Americanos realizados em Buenos Aires, na Argentina.
Coutinho fez sua primeira partida pela Seleção Brasileira no Uruguai, em 9 de julho de 1960, contra a Seleção da casa, um mês depois de completar 17 anos. Marcou o primeiro gol em 30 de abril de 1961, contra o Paraguai pela Taça Oswaldo Cruz, vencido por 2x0.
Um dos jogos mais marcantes de Coutinho pela Seleção Brasileira foi um jogo em 1959, contra a Argentina, em que Pelé e Coutinho colocaram na roda os argentinos que, ao verem os dois gênios tabelando e driblando sem parar, começaram a visar apenas as pernas dos jogadores brasileiros a mando do então técnico Guillermo Stábile. Após tantas pancadas recebidas, Coutinho teve que ser substituído.
No período de preparação para a Copa de 1962, Coutinho e Vavá, campeão na Copa de 1958, se alternaram no time titular, com Coutinho jogando a maioria das partidas. O treinador Aymoré Moreira optou por Vavá. Geraldo Romualdo Silva escreveu: "Tal como em 1958, quando começou a treinar sem maior cotação, Vavá foi, pouco a pouco, pela gana e objetividade despertando a atenção da direção técnica brasileira. Quando entrou foi para não sair mais, constituindo-se, inclusive no goleador do Brasil. Diremos que Vavá ganhou o posto no Pacaembu, quando brigou como na jornada da Suécia.".  Coutinho alegou que se machucou na véspera da competição, num amistoso contra o País de Gales no Pacaembu. Mesmo assim, ficou entre os 22 jogadores que conquistaram aquele Mundial, mas não entrou em campo.
Disputou alguns amistosos no ano seguinte e o primeiro jogo da Copa Roca de 1963, mas no segundo jogo foi preterido por Amarildo. Em 1964, não foi convocado nenhuma vez.
Seu último jogo pela Seleção foi na vitória sobre a Hungria por 5–3, dia 21 de novembro de 1965, no Pacaembu.
Fez apenas 15 jogos com a camisa amarela, marcando 9 gols.

## Treinador
Depois de para de jogar, ele tentou a carreira como treinador, mas nunca obteve grande sucesso.
Ainda no final da década de 70, estava de volta à Vila Belmiro, desta vez como treinador das equipes de base, tendo sagrado-se campeão paulista com o Juvenil A, em 1979, com o Juvenil B em 1980 e vice da Taça São Paulo de Juniores em 1982. Dirigiu, ainda, o time principal do próprio Santos em 1981, interinamente, e em 95, por apenas um jogo. Em 93, estava de volta à Vila Belmiro para comandar a equipe de juniores. Nas categorias juniores do Santos, como técnico, Coutinho revelou o lateral-direito Baiano. o lateral-esquerdo Gustavo Nery, entre outros jogadores.
Como treinador, seus melhores resultados aconteceram à frente do Valeriodoce, da cidade de Itabira, que ele pegou lutando contra o rebaixamento no primeiro turno do campeonato estadual de 1985 e levou às semifinais do certame. Ele dirigiu ainda o Comercial-MS (87), Aquidauana-MS (87), Santo André (88), Valeriodoce (92), São Caetano (92) e Bonsucesso (93).
Em 1997, Coutinho dedicava sua atenção às jovens promessas da Associação Desportiva da Mercedes-Benz, em São Bernardo do Campo, onde selecionava atletas com potencial para a entidade.
Fez parte do grupo de treinadores contratados pela Secretária Municipal de Esportes de São Paulo, trabalhando também com garotos.

## Morte
Coutinho morreu em sua casa, no município de Santos, no dia 11 de março de 2019, aos 75 anos, após sofrer um infarto no miocárdio em decorrência de diabetes, hipertensão arterial sistêmica e problemas vasculares, que já havia causado a amputação de três dedos do seu pé esquerdo em 2014.
O Santos Futebol Clube lamentou a morte nas redes sociais e decretou luto oficial de três dias. Foi sepultado no cemitério Memorial Necrópole Ecumênica, também na cidade de Santos.

## Títulos

### Como jogador
Santos
- Copa Intercontinental: 1962, 1963
- Copa Libertadores da América: 1962, 1963
- Campeonato Brasileiro: 1961, 1962, 1963, 1964, 1965
- Torneio Rio-São Paulo: 1959, 1963, 1964, 1966
- Campeonato Paulista: 1960, 1961, 1962, 1964, 1965, 1967
- Torneio de Paris (França): 1960, 1961
- Taça das Américas: 1963
- Torneio Pentagonal do México: 1959
- Taça Tereza Herrera (Espanha): 1959
- Torneio de Valência (Espanha): 1959
- Torneio Dr. Mario Echandi (Costa Rica): 1959
- Torneio Giallorosso (Itália): 1960
- Quadrangular de Lima (Peru): 1960
- Torneio Itália 1961 (Itália): 1961
- Torneio Internacional da Costa Rica (Costa Rica): 1961
- Pentagonal de Guadalajara (México): 1961
- Torneio Internacional da Venezuela (Venezuela): 1965
- Hexagonal do Chile (Chile): 1965
- Torneio de Nova York (Estados Unidos): 1966

Seleção Brasileira
- Copa do Mundo FIFA: 1962
- Copa Roca: 1963
- Taça Bernardo O'Higgins: 1961
- Copa Oswaldo Cruz: 1961, 1962

### Artilharias
- Taça Oswaldo Cruz de 1961 (5 gols)
- Torneio Rio-São Paulo de 1961 (10 gols)
- Copa Libertadores da América de 1962 (9 gols)
- Campeonato Brasileiro de 1962 (9 gols)
- Torneio Rio-São Paulo de 1964 (13  gols)

### Recordes
- Terceiro maior artilheiro da história do Santos (387 gols em 455 jogos média de 0,85 gols por jogo)
- Quinto maior artilheiro da história do Torneio Rio-São Paulo com 36 gols
- Sétimo maior artilheiro dos clubes brasileiros com 387 gols